# Lucillella
Lucillella is een geslacht van vlinders uit de familie van de prachtvlinders (Riodinidae), onderfamilie Riodininae.
Lucillella werd in 1932 voor het eerst wetenschappelijk beschreven door Strand.

## Soorten
Lucillella omvat de volgende soorten:
- Lucillella asterra (Grose-Smith, 1898)
- Lucillella camissa (Hewitson, 1870)
- Lucillella pomposa (Stichel, 1910)
- Lucillella splendida Hall, J & Harvey, 2007
- Lucillella suberra (Hewitson, 1877)